# W-2
W-2 – obowiązująca w Stanach Zjednoczonych karta podatkowa, jest odpowiednikiem polskiego PIT-11 i zawiera informacje o uzyskanych dochodach oraz zapłaconych podatkach u konkretnego pracodawcy w roku, za który została wystawiona.
Pracodawca ma obowiązek dostarczyć W-2 pracownikowi pod wskazany przez niego adres do 31 stycznia.